# Језеро Лангано
Лангано је језеро у региону Оромија у Етиопији, удаљено око 150 км јужно од главног града Адис Абебе. Први Европљанин који је изнео податке о постојању тог језера био је 1900их Оскар Нојман, који је навео да га зову Језеро Коре.

## Географске карактеристике
Језеро лежи на надморској висини од 1.585 метара, источно од језера Абијата у Великој раседној долини, на граници зона Мисрак Шоа и Арси. Језеро добија воде са планине Арси, а воде му истичу на јужном делу језера у реку Хора Кало, која тече до језера Абијата. Слив језера обухвата 1600 км². Најближе веће место је Шашамене које се налази 42 км јужније.
Обале језера су већином стеновите, нарочито на источној страни, али постоји и низ мочварних увала на југу. Вода језера је црвенкасто-смеђе боје, температура варира између 22-26.5 °C, pH вредност је близу 9,1. Укупна концентрација отопљених крутих твари варира између 1250-1650 мг/л, док је средња концентрација кисеоника 4 мг/л. Ниво језера у протеклих 25 година варирао за 1,7 м, највиши је био 1969, а најнижи 1974. Годишња осцилација нивоа вода у језеру је испод једног метра.
Поред језера Лагнана био је епицентар два јака земљотреса. Први је био 1906. магнитуде 6,8 по Рихтеровој скали, а други 1985. магнитуде 6,2.

## Привреда
Уз обале језера постоје мања насеља, чији се становници баве риболовом (лат. Oreochromis niloticus). Ту се налази и један хотел, који прихвата госте оближњег Националног парка Rift Valley
За разлику од већине осталих слатководних језера Етиопије воде језера немају водене паразите, па је језеро Лангано јако популарно међу излетницима из градова.

## Флора и фауна језера
Поред језера Лагнано живи доста изворних афричких животиња. Ту има нилских коња, мајмуна, брадавичастих свиња, много птица али не и крокодила. Око језера налази се много села, па зато нема много шума.